# Nurse Matilda (boekenreeks)
Nurse Matilda is een kinderboekenreeks geschreven door de Britse schrijfster Christianna Brand en gepubliceerd van 1964 tot 1974.

## Verhaal
De lelijke zuster Matilda wordt door verschillende instanties sterk aanbevolen aan meneer en mevrouw Brown als kindermeisje. De Brown-kinderen zijn buitengewoon ondeugend en schrikken veel gouvernantes af. Zuster Matilda arriveert bij het huishouden van de familie Brown en wordt oppas voor de onhandelbare Brown-kinderen. Ze leert de kinderen zich te gedragen en gaat om met de angstaanjagende en pietluttige oudtante Adelaide Stitch. Telkens als de kinderen zich beteren wordt zuster Matilda mooier. Uiteindelijk worden de kinderen braaf en fatsoenlijk en zuster Matilda vertrekt naar een ander gezin met stoute kinderen.
In het tweede boek worden de kinderen naar Londen gestuurd om te wonen bij hun dominante oudtante Adelaide in haar landhuis. De kinderen vallen al snel terug in hun slechte manieren en de verontruste meneer en mevrouw Brown hebben geen andere keuze dan zuster Matilda opnieuw te laten komen.
In het derde en laatste boek worden de kinderen naar het ziekenhuis gebracht na een uit de hand gelopen grap. Ook hier komt zuster Matilda weer ter hulp.

## Boeken
- Nurse Matilda (Leicester: Brockhampton Press, 1964), geïllustreerd door Edward Ardizzone[1]
- Nurse Matilda Goes to Town (Leicester: Brockhampton Press, 1967), geïllustreerd door Edward Ardizzone[2]
- Nurse Matilda Goes to Hospital (Leicester: Brockhampton Press, 1974), geïllustreerd door Edward Ardizzone[3]

De drie verhalen werden in 2005 ook gepubliceerd door Bloomsbury in een driedelige box.

## Verfilming
Nurse Matilda werd door Emma Thompson geadapteerd voor de film Nanny McPhee (2005). In 2010 verscheen de sequel Nanny McPhee and the Big Bang. Deze film volgt het plot van de trilogie niet op de voet, maar ontleende verschillende afzonderlijke scènes uit de drie boeken.